# Beňadikovce
Beňadikovce (in ungherese Benedekvágása) è un comune della Slovacchia facente parte del distretto di Svidník, nella regione di Prešov.